# Gaißach
Gaißach é um município da Alemanha, no distrito de Bad Tölz-Wolfratshausen, na região administrativa de Oberbayern , estado de Baviera.